# Torwache (Kassel)

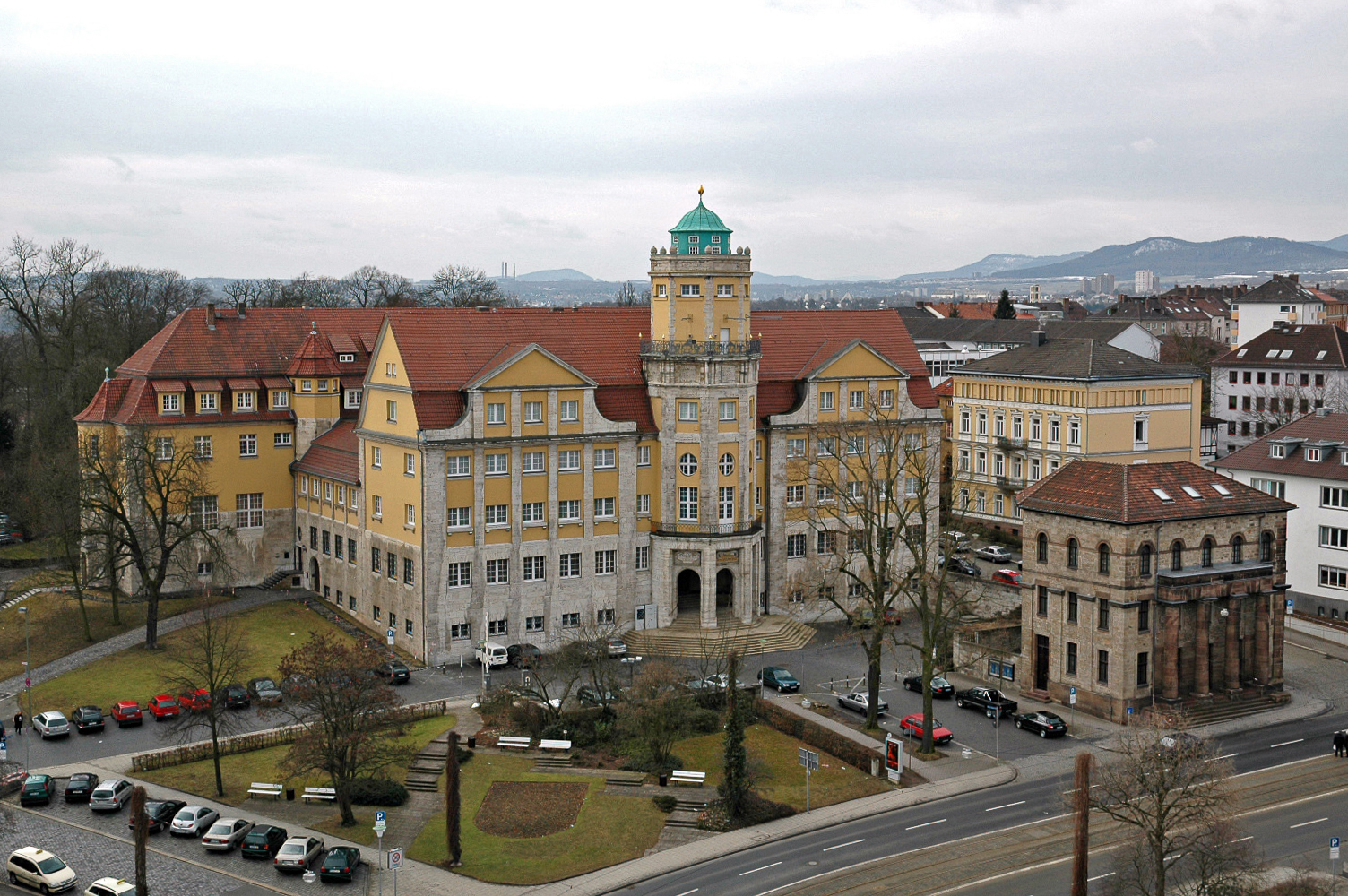
Die Torwache rechts vor dem Hessischen Landesmuseum

Die Torwache befindet sich am Brüder-Grimm-Platz in Kassel und besteht aus zwei Gebäuden, die sich in der Wilhelmshöher Allee gegenüberliegen. Die Gebäude sind Teil einer unvollendeten Toranlage, die der Architekt Heinrich Christoph Jussow, der ebenfalls am Bau von Schloss Wilhelmshöhe und der Löwenburg beteiligt war, im Jahr 1805 entwarf.
Das südliche Gebäude (Brüder-Grimm-Platz 6) enthielt von 1931 bis 1939 die Sammlung des Kupferstichkabinetts. Es gehört inzwischen zum Hessischen Landesmuseum. Das nördliche Gebäude (Brüder-Grimm-Platz 1) war zwischen 1814 und 1822 der Wohnsitz der Brüder Grimm und gehört zum Gebäudekomplex des Hessischen Verwaltungsgerichtshofs.
Während der Documenta 14 waren beide Gebäude mit gebrauchten, zusammengenähten Jutesäcken verhüllt, eine Aktion des ghanaischen Künstlers Ibrahim Mahama. Außerdem beherbergte der südliche Teil Werke von weiteren Künstlern.

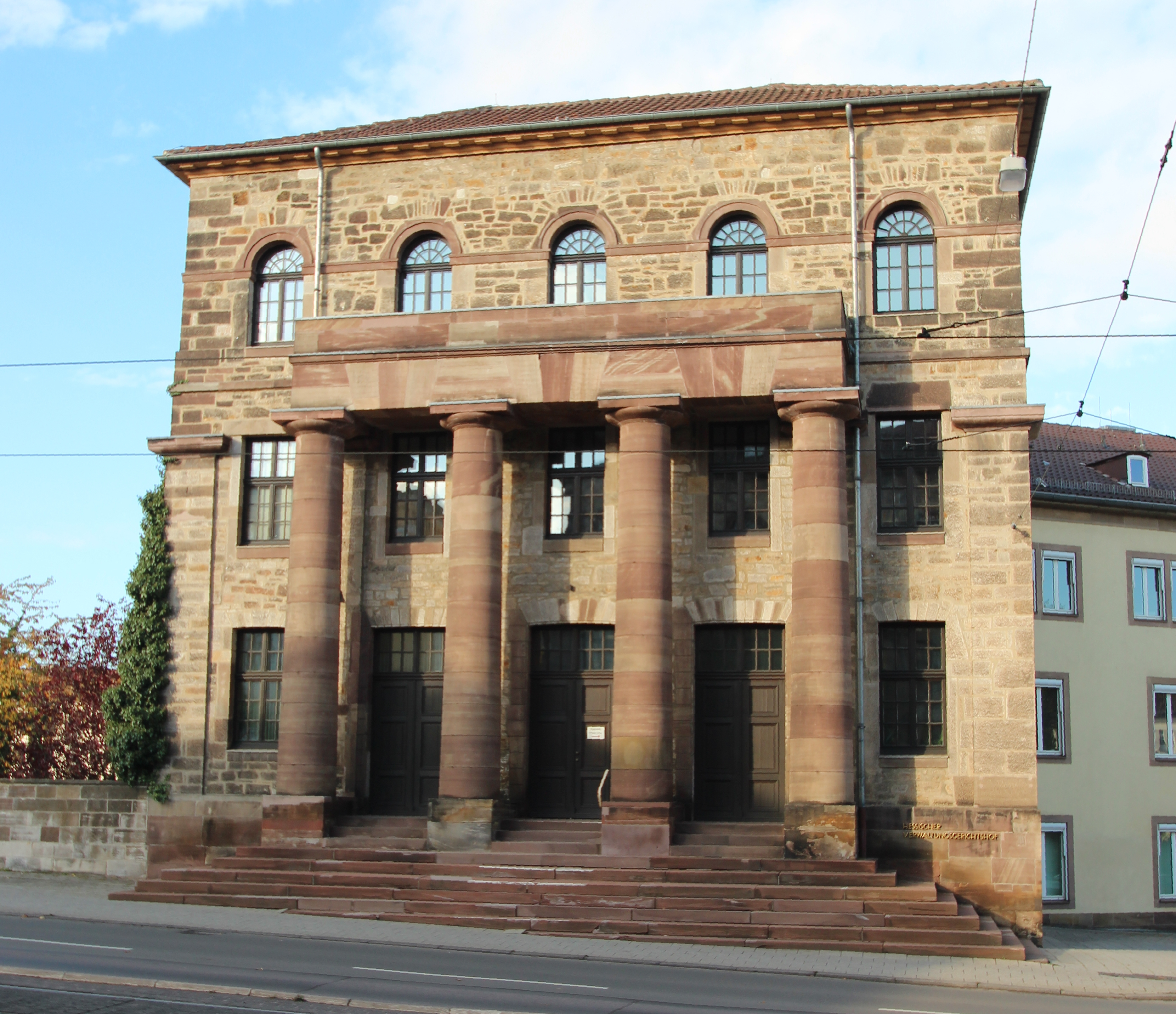
Nördliches Torwachtgebäude
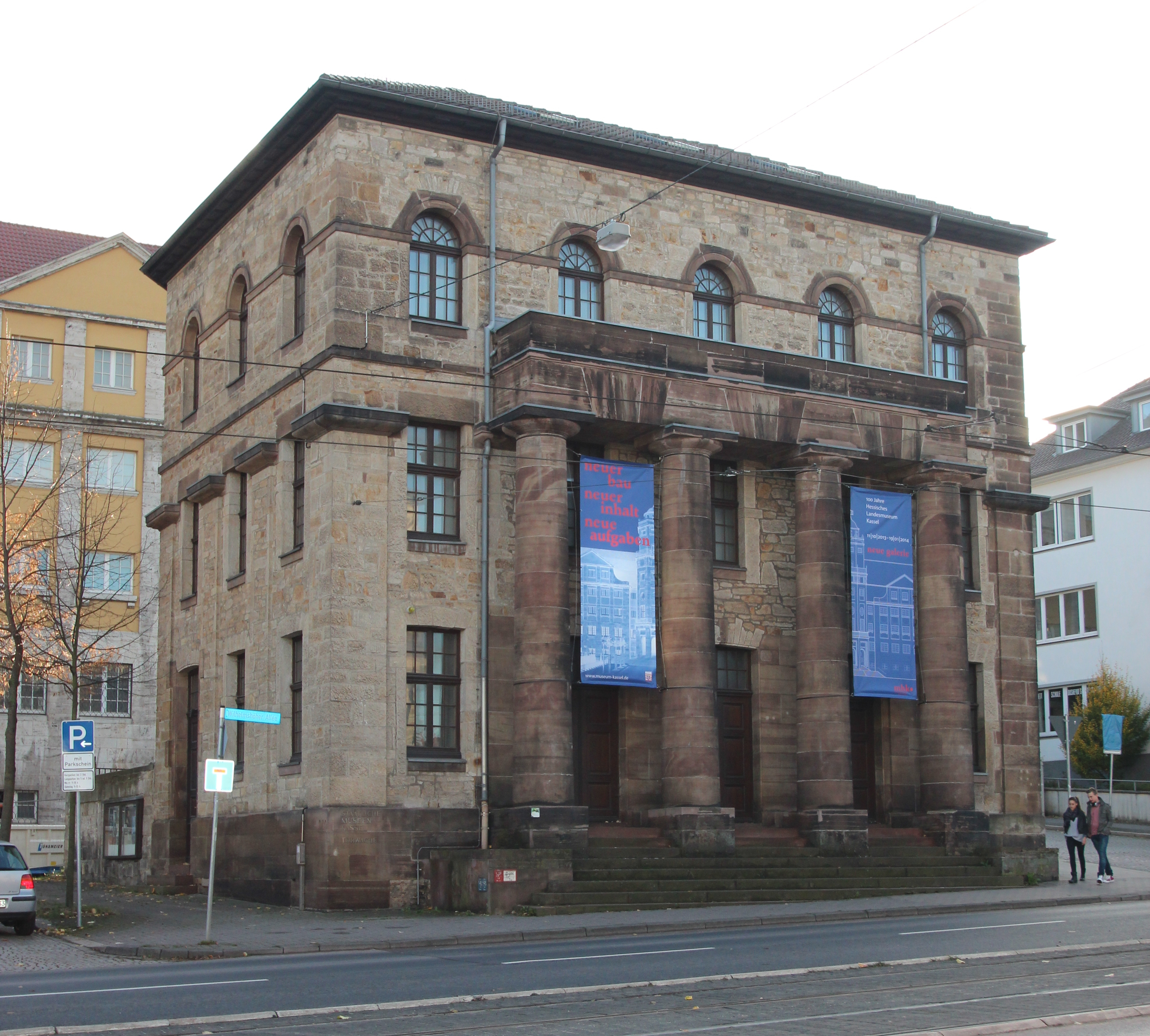
Südliches Torwachtgebäude